# Peter Christensen (Badminton)
Peter Christensen (* um 1972) ist ein dänischer Badmintonspieler.

## Karriere
Peter Christensen gewann als Nachwuchsspieler fast alle Trophäen, die es für ihn zu erringen gab: Dänische Meisterschaften, Nordische Meisterschaften, Junioren-Europameisterschaften. Als Erwachsener konnte er diese Erfolgsserie jedoch nicht fortsetzten. So blieben zwei fünfte Plätze bei den Austrian International 1991 sowie ein zweiter und ein dritter Platz bei den Czech International 1990 seine größten Erfolge.

## Sportliche Erfolge
| Saison    | Veranstaltung                                    | Disziplin    | Platz | Name                                                     |
| --------- | ------------------------------------------------ | ------------ | ----- | -------------------------------------------------------- |
| 1984/1985 | Dänemark: Einzelmeisterschaften der Junioren U13 | Mixed        | 1     | Peter Christensen / Camilla Martin, Højbjerg             |
| 1984/1985 | Dänemark: Einzelmeisterschaften der Junioren U13 | Herreneinzel | 1     | Peter Christensen, Højbjerg                              |
| 1984/1985 | Dänemark: Einzelmeisterschaften der Junioren U13 | Herrendoppel | 1     | Peter Christensen, Højbjerg BK / Steffen Hvam, Randers   |
| 1986/1987 | Dänemark: Einzelmeisterschaften der Junioren U15 | Mixed        | 1     | Peter Christensen / Camilla Martin, Højbjerg             |
| 1986/1987 | Dänemark: Einzelmeisterschaften der Junioren U15 | Herrendoppel | 1     | Peter Christensen / Jan Guldbæk, Højbjerg                |
| 1989/1990 | Dänemark: Einzelmeisterschaften der Junioren U19 | Mixed        | 1     | Peter Christensen / Birgitte Bohnsen, Højbjerg           |
| 1990      | Nordische Juniorenmeisterschaften                | Mixed        | 1     | Peter Christensen / Rikke Broen                          |
| 1990      | Nordische Juniorenmeisterschaften                | Herrendoppel | 1     | Peter Christensen / Jimmy Morch-Sørensen                 |
| 1990      | Czech International                              | Mixed        | 2     | Peter Christensen / Trine Johansson                      |
| 1990      | Czech International                              | Herrendoppel | 3     | Jens Meibom / Peter Christensen                          |
| 1990/1991 | Dänemark: Einzelmeisterschaften der Junioren U19 | Mixed        | 1     | Peter Christensen, Højbjerg / Rikke Broen, abc Aalborg   |
| 1990/1991 | Dänemark: Einzelmeisterschaften der Junioren U19 | Herrendoppel | 1     | Peter Christensen, Højbjerg / Martin L. Hansen, Lillerød |
| 1991      | Junioren-Europameisterschaft                     | Mixed        | 1     | Peter Christensen / Rikke Broen                          |
| 1991      | Junioren-Europameisterschaft                     | Herrendoppel | 1     | Martin Lundgaard Hansen / Peter Christensen              |
| 1991      | Austrian International                           | Mixed        | 5     | Peter Christensen / Rikke Broen                          |
| 1991      | Austrian International                           | Herrendoppel | 5     | Christian Jakobsen / Peter Christensen                   |